# Travis Jackson
Travis Calvin Jackson (Waldo, Arkansas, 2 de noviembre de 1903-Waldo, Arkansas, 27 de julio de 1987), más conocido como Travis Jackson, fue un jugador profesional estadounidense de béisbol que se desempeñó en la posición de campocorto en las Grandes Ligas de Béisbol (MLB). Es miembro del Salón de la Fama del Béisbol.

## Carrera
Jackson jugó como profesional quince temporadas en New York Giants (1922-1936), equipo en el que se retiró.

## Reconocimiento
En 1982, ingresó como miembro al Salón de la Fama del Béisbol.